# 강진서초등학교
강진서초등학교는 대한민국 전라남도 강진군 강진읍 덕남로 87 (학명리)에 있었던 초등학교이다.

## 연혁
- 1944년 4월 1일 강진서공립국민학교 개교
- 1950년 4월 1일 강진서국민학교로 개칭
- 1974년 10월 31일 한우장학회 발족
- 1981년 1월 20일 병설유치원 설립인가
- 1991년 3월 1일 영파분교장 통폐합
- 1996년 3월 1일 강진서초등학교로 개칭
- 2009년 3월 1일 폐교 (강진중앙초등학교에 흡수)